# Ismail El Shafei
Ismail El Shafei (arabisch إسماعيل الشافعي, DMG Ismāʿīl aš-Šāfiʿī; * 15. November 1947 in Kairo) ist ein ehemaliger ägyptischer Tennisspieler.

## Karriere
Bereits in seiner Jugend machte Ismail El Shafei auf sich aufmerksam. 1963 und 1964 stand er zwei Jahre in Folge im Finale des Juniorenwettbewerbs in Wimbledon; das zweite Jahr gewann er den Titel mit einem Sieg über Wladimir Korotkow.
Im Jahr 1974 gewann er in Manila mit einem Sieg über Hans-Jürgen Pohmann seinen ersten und einzigen Einzeltitel auf der ATP Tour. Wenige Wochen später feierte er seinen größten Einzelerfolg bei einem Grand-Slam-Turnier. Bei den Wimbledon Championships 1974 feierte er Siege über Onny Parun und Jürgen Faßbender, bevor er in der dritten Runde auf Björn Borg traf, der kurz zuvor die French Open gewonnen hatte und später fünfmal in Wimbledon Titelträger werden sollte; El Shafei gewann glatt in drei Sätzen. Im Achtelfinale besiegte er zudem Manuel Orantes und er schied erst im Viertelfinale gegen den US-Amerikaner Stan Smith aus.
Zwischen 1963 und 1982 trat El Shafei in 17 Begegnungen für die ägyptische Davis-Cup-Mannschaft an. Er gewann 23 von 42 Partien.
Nach seiner aktiven Karriere übernahm er unter anderem den Vorsitz des ägyptischen Tennisbundes und er war Mitglied der International Tennis Federation.

## Erfolge

### Einzel

#### Turniersiege
| Nr. | Datum             | Turnier | Belag    | Finalgegner         | Ergebnis |
| --- | ----------------- | ------- | -------- | ------------------- | -------- |
| 1.  | 17. November 1974 | Manila  | Sand (i) | Hans-Jürgen Pohmann | 7:6, 6:1 |

#### Finalteilnahmen
| Nr. | Datum             | Turnier   | Belag         | Finalgegner   | Ergebnis           |
| --- | ----------------- | --------- | ------------- | ------------- | ------------------ |
| 1.  | 16. Februar 1969  | Salisbury | Hartplatz (i) | Stan Smith    | 3:6, 8:6, 4:6, 4:6 |
| 2.  | 26. November 1977 | Taipeh    | Teppich (i)   | Tim Gullikson | 7:6, 5:7, 6:7, 4:6 |

### Doppel

#### Turniersiege
| Nr. | Datum            | Turnier       | Belag         | Partner          | Finalgegner                          | Ergebnis      |
| --- | ---------------- | ------------- | ------------- | ---------------- | ------------------------------------ | ------------- |
| 1.  | 28. April 1974   | St. Louis     | Teppich (i)   | Brian Fairlie    | Ross Case Geoff Masters              | 7:6, 6:7, 7:6 |
| 2.  | 27. Oktober 1974 | Christchurch  | Teppich (i)   | Roscoe Tanner    | Syd Ball Ray Ruffels                 | kampflos      |
| 3.  | 3. November 1974 | Jakarta       | Hartplatz     | Roscoe Tanner    | Jürgen Faßbender Hans-Jürgen Pohmann | 7:5, 6:3      |
| 4.  | 24. Oktober 1976 | Sydney Indoor | Hartplatz (i) | Brian Fairlie    | Syd Ball Kim Warwick                 | 4:6, 6:4, 7:6 |
| 5.  | 10. Juli 1977    | Newport       | Rasen         | Brian Fairlie    | Tim Gullikson Tom Gullikson          | 6:7, 6:3, 7:6 |
| 6.  | 12. März 1978    | Kairo (1)     | Sand          | Brian Fairlie    | Lito Álvarez George Hardie           | 6:3, 7:5, 6:2 |
| 7.  | 9. März 1980     | Kairo (2)     | Sand          | Tom Okker        | Christophe Freyss Bernard Fritz      | 6:3, 3:6, 6:3 |
| 8.  | 13. Juli 1980    | Gstaad        | Sand          | Colin Dowdeswell | Mark Edmondson Kim Warwick           | 6:4, 6:4      |
| 9.  | 15. März 1981    | Kairo (3)     | Sand          | Balázs Taróczy   | Paolo Bertolucci Gianni Ocleppo      | 2:6, 6:3, 6:0 |

#### Finalteilnahmen
| Nr. | Datum              | Turnier      | Belag       | Partner        | Finalgegner                   | Ergebnis      |
| --- | ------------------ | ------------ | ----------- | -------------- | ----------------------------- | ------------- |
| 1.  | 9. August 1970     | Boston       | Hartplatz   | Torben Ulrich  | Roy Emerson Rod Laver         | 1:6, 6:7      |
| 2.  | 24. September 1972 | Los Angeles  | Hartplatz   | Brian Fairlie  | Jimmy Connors Pancho Gonzales | 3:6, 6:7      |
| 3.  | 1. Oktober 1972    | Alamo        | Hartplatz   | Brian Fairlie  | Tom Okker Marty Riessen       | 6:7, 4:6      |
| 4.  | 5. November 1972   | Göteborg     | Teppich (i) | Brian Fairlie  | Tom Okker Marty Riessen       | 2:6, 6:7      |
| 5.  | 4. März 1973       | Chicago      | Teppich (i) | Brian Fairlie  | Ken Rosewall Fred Stolle      | 7:6, 4:6, 2:6 |
| 6.  | 15. April 1973     | Cleveland    | Teppich (i) | Brian Fairlie  | Ken Rosewall Fred Stolle      | 2:6, 3:6      |
| 7.  | 12. August 1973    | Clemmons     | Sand        | Brian Fairlie  | Bob Carmichael Frew McMillan  | 3:6, 4:6      |
| 8.  | 19. Januar 1975    | Baltimore    | Teppich (i) | Frew McMillan  | Dick Crealy Ray Ruffels       | 4:6, 3:6      |
| 9.  | 27. April 1975     | Charlotte    | Sand        | Brian Fairlie  | Patricio Cornejo Jaime Fillol | 3:6, 7:5, 4:6 |
| 10. | 14. März 1976      | Mexiko-Stadt | Teppich (i) | Brian Fairlie  | Brian Gottfried Raúl Ramírez  | 4:6, 6:74     |
| 11. | 17. Oktober 1976   | Brisbane     | Rasen       | Brian Fairlie  | Syd Ball Kim Warwick          | 4:6, 4:6      |
| 12. | 31. Oktober 1976   | Perth        | Teppich (i) | Bob Carmichael | Dick Stockton Roscoe Tanner   | 7:6, 1:6, 2:6 |
| 13. | 6. November 1976   | Tokio        | Sand        | Brian Fairlie  | Bob Carmichael Ken Rosewall   | 4:6, 4:6      |
| 14. | 16. Juli 1978      | Cincinnati   | Sand        | Brian Fairlie  | Gene Mayer Raúl Ramírez       | 3:6, 3:6      |
| 15. | 6. August 1978     | New Orleans  | Teppich (i) | Brian Fairlie  | Dick Stockton Erik van Dillen | 6:7, 3:6      |
| 16. | 4. März 1979       | Lagos        | Hartplatz   | Peter Feigl    | Joel Bailey Bruce Kleege      | 4:6, 7:6, 3:6 |
| 17. | 23. September 1979 | Palermo      | Sand        | John Feaver    | Peter McNamara Paul McNamee   | 5:7, 6:7      |
| 18. | 14. Dezember 1981  | Sofia        | Teppich (i) | Rick Meyer     | Thomas Emmrich Jiří Granát    | 6:7, 6:2, 4:6 |